# Särkijärvi (sjö i Finland, Egentliga Finland, lat 60,87, long 21,55)
Särkijärvi är en sjö i Finland. Den ligger i Letala stad i landskapet Egentliga Finland, i den sydvästra delen av landet, 200 km väster om huvudstaden Helsingfors. Särkijärvi ligger 15,5 meter över havet. Arean är 1,1 kvadratkilometer och strandlinjen är 9,76 kilometer lång. Sjön  ingår i Sirppujokis huvudavrinningsområde.   Den ligger vid sjön Lukujärvi. I omgivningarna runt Särkijärvi växer i huvudsak barrskog.